# رابرت اف. بروسارد
رابرت اف. بروسارد (به انگلیسی: Robert F. Broussard) سناتور سابق عضو حزب دموکرات ایالات متحده آمریکا بود. وی در سال ۱۹۱۵ تا ۱۹۱۸ میلادی سناتور ایالت لوئیزیانا در سنای ایالات متحده آمریکا بود.